# Scortum
Scortum é um género de peixe da família Terapontidae.
Este género contém as seguintes espécies:
- Scortum hillii
- Scortum parviceps